# Georg Korth
Georg Wilhelm Korth (* 20. August 1896 in Cassel; † 18. Januar 1985 in München) war ein deutscher Diplomat.

## Leben
Georg Korth studierte Volkswirtschaft und trat 1926 in den Auswärtigen Dienst des Deutschen Reichs ein. Er war an den deutschen Vertretungen in Antwerpen und Johannesburg eingesetzt.
Zum 1. Oktober 1934 trat Dr. Georg Korth der NSDAP bei (Mitgliedsnummer 2.870.737). In Johannesburg wirkte er auf den deutschen Emigranten Helmut Breiding so ein, dass dieser von der geheimen Staatspolizei verhaftet werden konnte. 1943 wurde Korth Konsul I. Klasse und Leiter des Generalkonsulats in Donostia-San Sebastián.
Korth war bis 1952 bei der Bank deutscher Länder beschäftigt. Anschließend wurde er in den Auswärtigen Dienst der Bundesrepublik Deutschland übernommen. 1953 wurde Korth Botschaft in San Salvador und der Gesandtschaft in Panama zugeteilt. Im August 1954 wurde in Managua eine Zweigstelle der Gesandtschaft San Salvador errichtet und Georg Korth, war als Geschäftsträger bei der Regierung von Anastasio Somoza García akkreditiert. Am 1. März 1955 wurde Korth zum ständigen Geschäftsträger bestellt und am 27. Juni 1956 in Managua eine eigene Gesandtschaft eröffnet. 1955 wurde Korth darüber hinaus als Gesandter der deutschen Bundesrepublik in San José (Costa Rica) akkreditiert.
Ahmed Sékou Touré hatte 1958 erklärt, sein Volk zöge die Armut in Freiheit einem Reichtum in der Sklaverei vor. Die deutsche Bundesregierung gehörte zu den ersten Regierungen, die diplomatische Beziehungen mit der Regierung von Guinea aufnahmen. Georg Korths Entsendung nach Conakry im Juli 1959 wurde mit der französischen Regierung abgestimmt. Im Rahmen der Hallstein-Doktrin gehörte zu seinen Instruktionen, den Inhalt des Protokolls der Handelsvertretung der DDR in Conakry in Erfahrung zu bringen.

## Veröffentlichungen
- Das staatliche Weingut im Rheingau. Würzburg 1923